# Anisodes gloria
Anisodes gloria is een vlinder uit de familie van de spanners (Geometridae). De wetenschappelijke naam van de soort werd voor het eerst geldig gepubliceerd in 1975 door Robinson.